# Гівнер Юрій Михайлович
Ю́рій Миха́йлович Гі́внер (також Георг Хю́фнер, Юрій Гі́бнер ) (близько 1630–1691, Москва) — вчитель у Німецькій слободі, перекладач Посольського приказу. Керівник придворного театру царя Олексія Михайловича (1675). Постановник і ймовірний автор однієї з перших російських п'єс — «Темір-Аксакового дійства» («Комедії про Тамерлана і Баязета»). У виставах Гівнера дослідники знаходять риси т. зв. «англійської» комедії XVII сторіччя, західноруської шкільної драми, середньовічних міраклій і навіть придворних церемоній .
На відміну від свого попередника пастора Грегорі, як джерело для драматичних творів використав не Біблію, а історичні розповіді. «Темір-Аксаково дійство» описувало боротьбу середньоазіатського еміра Тимура (Тамерлана) з османським султаном Баязидом Блискавичним, що завершилася поразкою османів і полоном султана в битві при Анкарі в 1402 році.